# أفتاب أحمد شيرباو
أفتاب أحمد خان شيرباو (بالأردوية: آفتاب احمد خان شیرپاؤ)‏، ( أغسطس 1944 - ) سياسي باكستاني، وهو الرئيس الحالي لحزب قاومي وطن القومي البشتوني، بعد أن كان سابقًا عضوًا في حزب الشعب الباكستاني. كان عضوًا في المجلس الوطني الباكستاني من نوفمبر 2002 إلى مايو 2018.
شغل شرباو سابقًا منصب وزير الداخلية الباكستاني، وكان قبل ذلك الوزير الاتحادي للمياه والطاقة، ووزير شؤون كشمير والمناطق الشمالية والولايات والمناطق الحدودية ووزير التنسيق بين المقاطعات. كما شغل شيرباو منصب رئيس الوزراء الرابع عشر والثامن عشر (مرتان) في مقاطعة خيبر بختونخوا.